# 邓兴旺
邓兴旺（1962年10月—），男，湖南沅陵人，美籍华裔生物学家。伯克利加州大学植物生理及分子生物学博士、北京生命科学研究所所长。他的团队主要关注的领域是光调控的拟南芥幼苗发育的分子和生物化学机制，在研究遗传通路时找到12个介导光调节的多效性位点。其中COP1是拟南芥光形态建成的抑制因子。另一研究方向是从基因组水平探讨水稻DNA甲基化、染色体修饰与结构。

## 生平
2012年当选美国科学促进会会士，2013年当选美国国家科学院院士。